# R&K
R&K is een historisch motorfietsmerk.
De bedrijfsnaam was: Richter & Kroboth Motorfahrzeuge, Šternberk, Mähren.
R&K was een Tsjechisch merk dat van 1924 tot 1926 147- en 172cc-Villiers-motoren gebruikte. Na 1945 bouwde Kroboth in Duitsland (Seestall/Lech) scooters onder zijn eigen naam.